# Centro de Boxe e Artes Marciais da Bahia Waldemar Santana
O Centro de Boxe e Artes Marciais da Bahia Waldemar Santana (também chamado de Centro de Treinamento de Boxe e Artes Marciais da Bahia ou apenas Centro de Boxe) é uma instalação esportiva em Salvador, município capital do estado brasileiro da Bahia. Inaugurado em 2022, é administrado pela Superintendência dos Desportos do Estado da Bahia (SUDESB) e faz parte da rede pública estadual baiana de esportes. Seu nome é uma homenagem ao esportista baiano Waldemar Santana.
Possui 2 762,69 metros quadrados de área, próxima ao Largo de Roma no bairro de Roma, em cujas instalações estão vestiários feminino e masculino acessíveis para pessoas com deficiência (PCD), refeitório, ringue, octógono, academia de musculação, sacos de pancada, pushball. Nele são praticados esportes de combate, realizados seminários e aulas públicas, como também abriga sede de federações estaduais de aiquidô, boxe (Federação de Boxe Olímpico e Profissional, Boxebahia), caratê (Federação Baiana de Karatê, FBK), jiu-jítsu (Federação Baiana de Jiu-Jitsu e MMA, FBJJMMA), judô (Federação Baiana de Judô, Febaju), muay thai (Federação de Muay Thai Tradicional do Estado da Bahia, FMTT) e taekwondo (Federação Esportiva Baiana Taekwondo, Febt).
A Companhia de Desenvolvimento Urbano do Estado da Bahia (CONDER) foi responsável pela construção do centro esportivo. A cerimônia de inauguração ocorreu em 14 de setembro de 2022 com a presença do então governador da Bahia Rui Costa e da pugilista medalhista olímpica Adriana Araújo. Em seu primeiro ano de funcionamento foram realizados 31 eventos esportivos, dentre os quais o evento solidário "Todos por Hollyfield" em homenagem ao pugilista Reginaldo Hollyfield. Também foi sede das competições esportivas sediadas DemoFight e Jogos Escolares da Bahia. Dentre as atividades comunitárias, os Núcleos de Esporte de Luta e Combate da SUDESB mantêm projetos de prática esportiva para a comunidade do entorno nos dias úteis.